# My Darkness
My Darkness è il primo album in studio del gruppo musicale finlandese Before the Dawn, pubblicato il 1º aprile 2003. L'album è stato riedito in Russia nel 2008.

## Tracce
1. Intro – 1:07
2. Unbrakeable – 3:29
3. Seraphim – 3:20
4. My Darkness – 4:16
5. Take My Pain – 4:06
6. Father and Son – 4:19
7. Alone – 3:54
8. Angel – 2:45
9. Undone – 4:04
10. Human Hatred – 3:54
11. 04: 16 Am – 4:17

## Formazione
- Tuomas Saukkonen - voce, chitarra
- Panu Willman - chitarra, voce
- Jarkko Männikkö - tastiera
- Toni Broman - basso
- Dani Miettinen - batteria
- Jaani Peuhu - arrangiamenti
- Kari Peuhu - basso
- Jani Saajanaho - chitarra ritmica (tracce 2, 5, 7 e 9)
- Jaani Peuhu - cori (tracce 2 e 9), arrangiamenti